# Font d'Hèrcules (Gaudí)
|  | Per a altres significats, vegeu «Font d'Hèrcules». |

La Font d'Hèrcules, també coneguda com a Font Gaudí, es troba als jardins del Palau de Pedralbes de Barcelona. Va ser construïda el 1884 segons un disseny de l'arquitecte Antoni Gaudí. Està catalogada com a bé cultural d'interès local. Pertany a la seva etapa orientalista, en la que va realitzar una sèrie d'obres de marcat gust oriental, inspirades en l'art del Pròxim i Extrem Orient (Índia, Pèrsia, Japó), així com en l'art islàmic hispànic, principalment el mudèjar i el nassarita. En aquesta època, Gaudí emprà amb gran profusió la decoració en rajola ceràmica, arcs mitrals, cartel·les de maó vist i acabaments en forma de templet o cúpula.

## Història i descripció
La font era un element ornamental dels jardins de la Finca Güell, propietat de l'empresari Eusebi Güell i Bacigalupi i que va ser reformada per l'arquitecte Joan Martorell i Montells. Aquest convertí l'antiga masia de Can Custó en un palauet d'aire caribeny acompanyat d'una capella neogòtica, actualment desapareguda. Entre 1884 i 1887, el seu col·laborador Antoni Gaudí hi va projectar el mur de tanca, els miradors, els pavellons de porteria i les portes d'accés a la finca, així com una part dels jardins, on va dissenyar dues fonts i una pèrgola, i va plantar diversos tipus de plantes mediterrànies (pins, eucaliptus, palmeres, xiprers i magnòlies).

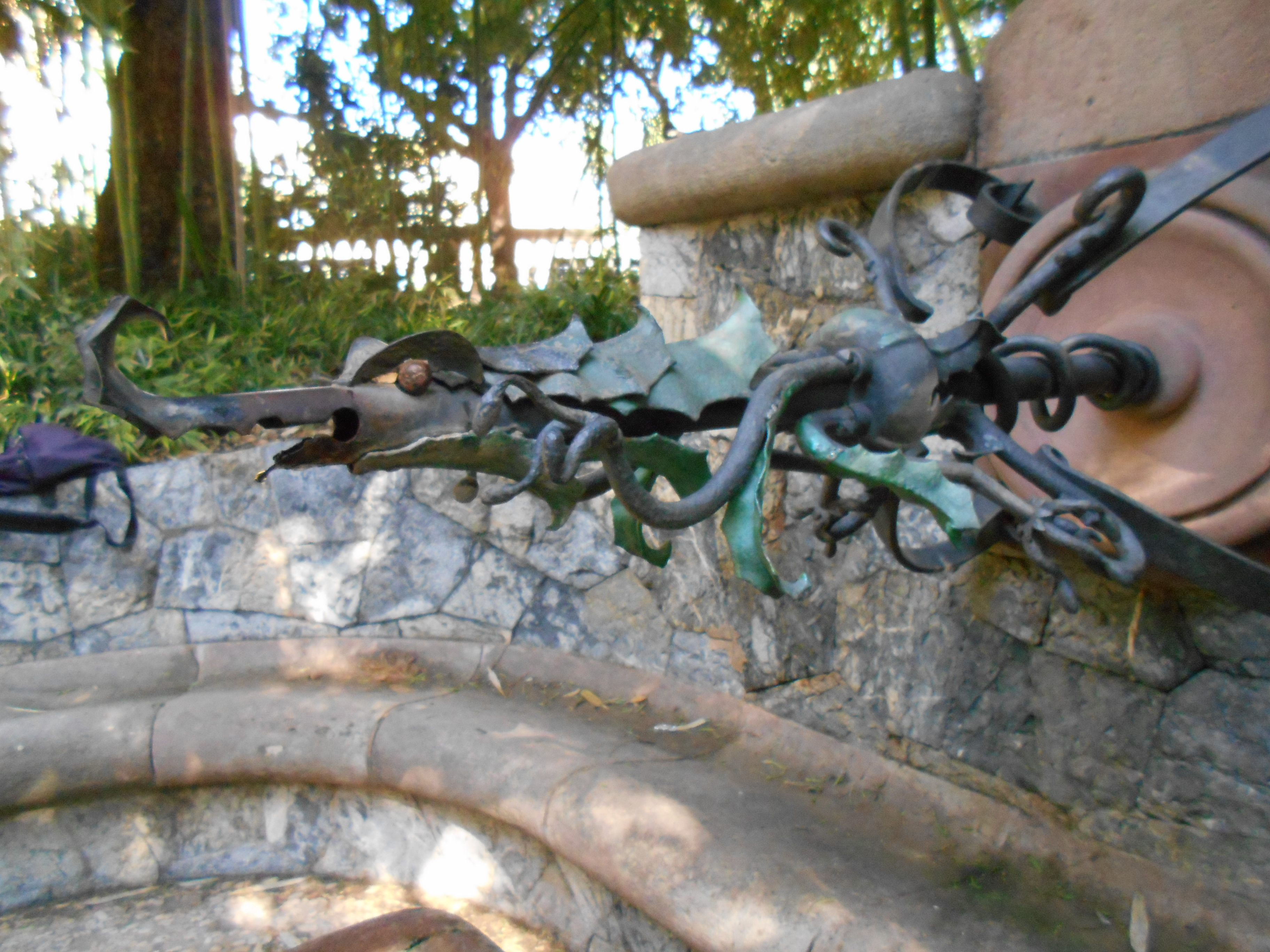
Broc de la font

Gaudí va realitzar aquesta font en un indret un xic amagat dels jardins, enmig d'un bosquet de bambús, el que va fer que durant anys l'obra passés desapercebuda, fins que va ser redescoberta el 1983 per l'arquitecte municipal Ignasi Serra i Goday, i restaurada el mateix any. La font està dedicada a l'heroi mitològic Hèrcules, al qual està dedicada també la reixa d'entrada dels pavellons de porteria realitzats per Gaudí.
La font consta d'un banc de pedra de forma el·líptica amb respatller de paredat, a la part central del qual s'aixeca un pedestal sobre el qual es troba un bust d'Hèrcules —aquest bust no és l'original, i va ser col·locat en la restauració efectuada el 1983. De la base d'aquest pedestal surt un broc amb forma de drac xinès, el qual vessa l'aigua en una pica amb l'escut de Catalunya. El conjunt és sobri però estètic, i s'integra de forma harmoniosa amb la natura circumdant, una de les preocupacions de Gaudí a la seva obra, ja que per al geni reusenc la natura era la seva gran mestra.
Entre 1921 i 1924, després de la mort d'Eusebi Güell, la torre (batejada per Mossèn Cinto, amic de la família, com a «Torre Satalia») va ser convertida en residència reial pels arquitectes Eusebi Bona i Francesc de Paula Nebot, i els jardins van ser redissenyats per Nicolau Maria Rubió i Tudurí entre 1925 i 1927, a partir d'un projecte que integrava en un traçat geomètric gran part dels arbres ja existents, amb un estany i diversos elements decoratius, com ara la font de Gaudí, bancs de bambú, tres fonts lluminoses obra de Carles Buïgas, i diverses estàtues., a partir d'un projecte que integrava en un traçat geomètric gran part dels arbres ja existents, amb un estany i diversos elements decoratius, com ara la font de Gaudí, bancs de bambú, tres fonts lluminoses obra de Carles Buïgas, i diverses estàtues.
El 2021 va ser trobat el bust original en un magatzem municipal. Cedit al Museu Nacional d'Art de Catalunya, va ser restaurat i incorporat a l'exposició temporal titulada Gaudí. Obra de l'escultor Rossend Nobas, és una peça de gres vermell de 476 kg. Al casc té esculpit el segon treball d'Hèrcules: la mort de la Hidra de Lerna.